# 多指奇巨口魚
多指奇巨口魚（学名：Aristostomias polydactylus）为輻鰭魚綱巨口鱼目巨口鱼科的其中一種。分布于全球三大洋海域，為深海魚類，棲息深度25-1100公尺，體長可達22公分。

## 扩展阅读
維基物種上的相關：多指奇巨口魚